# モーニングナウ810
モーニングナウ810（モーニングナウはちいちまる）は、毎日放送（MBSテレビ）が1984年4月9日から1985年9月27日まで放送した関西ローカルの情報番組である。放送時間は月曜から金曜の午前8時10分から8時30分までの生放送。「MBSナウ」の朝版。

## 概要
それまで放送されていた「ポーラテレビ小説」の再放送が終了した枠で放送された番組であり関西ローカルの情報番組。午前7時からの「朝のホットライン」、8時からの「JNN8時のニュース」を受けて、8時10分からの20分間の放送。本来は「ときめき生情報810」をネットするのであるが、MBSはそれを断り、番組を立ち上げた。番組開始当初は京阪神各地からの中継生放送だったが、後期はスタジオ（千里丘）での放送に変わった。
番組では地域の主婦団体が企画立案に参加した。
1985年4月に「朝のホットライン」が2部制となった以降も、MBSではネットせず本番組を継続して放送したが、半年後に終了。「朝のホットライン」第2部のネットに切り替えた。

## キャスター
いずれも担当当時はMBSアナウンサー
- 増田一樹（初代）
- 三好俊行（2代目、月 - 木曜日担当）
- 柏木宏之（2代目、金曜日担当）

## 関係項目
- MBSナウ
- 朝ダッシュ!
- ちちんぷいぷい
- あさやん!
- あん!
- っちゅ～ねん!

| 毎日放送 関西ローカル平日朝情報番組枠 | 毎日放送 関西ローカル平日朝情報番組枠 | 毎日放送 関西ローカル平日朝情報番組枠 |
| 前番組                                | 番組名                                | 次番組                                |
| ------------------------------------- | ------------------------------------- | ------------------------------------- |
| ポーラテレビ小説 （再放送）           | モーニングナウ810                     | 朝のホットライン 第2部                |